# والتر فون در فوگلوایده
والتر فون دِر فوگل‌وایده (آلمانی: Walther von der Vogelweide؛ ‏ حوالی ۱۱۷۰ – حوالی ۱۲۳۰) موسیقی‌دان، آهنگساز، شاعر، خواننده، ترانه‌سرا و نمایشنامه‌نویس بود که اشعار غنائی، ترانه‌های عاشقانه و ترانه‌های سیاسی به زبان آلمانی بالای میانه می‌سرود و می‌خواند. او را بزرگ‌ترین شاعر غنایی آلمانی پیش از یوهان ولفگانگ فون گوته می‌دانند. صدها آهنگ عاشقانه او به‌طور گسترده به عنوان اوج مینه‌زانگ (ترانه ای عشق آلمانی قرون وسطایی) در نظر گرفته می‌شود، و نوآوری‌های او جان تازه ای به سنت عشق شهسوارانه دمید. او همچنین اولین شاعر سیاسی بود که به زبان آلمانی نوشت، و اشعارش با حجم قابل توجهی از هجو، طنز، موعظه‌گری و طعنه و سخنان تند همراه است.
اطلاعات اندکی در مورد زندگی والتر وجود دارد. او خواننده‌ای دوره‌گرد بود که برای حامیان مادی و معنوی خود که از شاهزاده‌ها و دربارهای سلطنتی مختلف در ولایات و فرمانروایی‌های امپراتوری مقدس روم بودند، ترانه و موسیقی اجرا می‌کرد. او به ویژه با دربار دودمان بابنبرگ در وین مرتبط است. بعدها، فریدریش دوم، امپراتور مقدس روم یک تیول کوچک به او اهدا کرد.
آثار او در زمان خود و در نسل‌های بعدی به‌طور گسترده مورد تجلیل قرار گرفت - بسیاری از مایسترزینگرها از سبک ترانه‌سرایی او تقلید می‌کردند - و این موضوع سبب شد تا آثار او به طرز استثنایی و شگرفی در ۳۲ نسخه خطی از تمام نقاطی که زبان‌های آلمانی علیا در آنجا مرسوم بود، حفظ و به نسل‌های بعدی منتقل شود. بزرگ‌ترین مجموعه تکی در کدکس مانسه یافت می‌شود که حدود ۹۰ درصد از آهنگ‌های شناخته شده او را شامل می‌گردد. با این حال، اکثر نسخه‌های خطی مینه‌زانگ تنها متون و شعر ترانه را دربردارد و تنها تعداد انگشت شماری از ملودی‌های او باقی مانده‌است.

## برای مطالعهٔ بیشتر
- Jones, George F. (1968). Walther von der Vogelweide. Twayne's World Authors, 46. New York: Twayne.
- Sayce, Olive (1981). Mediaeval German Lyric, 1150-1300: The Development of Its Themes and Forms in Their European Context. Oxford: Oxford University. ISBN 978-0-19-815772-4.